# 이시가미 고세이
이시가미 고세이(일본어: 石神 幸征, 1990년 1월 11일 ~ )는 일본의 전 축구 선수이다.

## 구단 경력
그는 2012년부터 2017년까지 J리그의 미토 홀리호크, 가이나레 돗토리에서 활동하였다.